# Moussieren
Unter moussieren [mus-] (frz. mousse ‚Schaum‘) versteht man das Aufsteigen von Kohlensäurebläschen (Perlen) und die Schaumbildung bei Getränken. Historisch gesehen konnte das Phänomen bei allen kohlensäurehaltigen Getränken so bezeichnet werden. Heute wird der Begriff vorwiegend für Weißweine mit geringem Kohlensäuregehalt und Sekt verwendet („Der Wein moussiert“); bei Mineralwässern spricht man dagegen von sprudeln.
Damit Sekt mit geringerem Kohlensäuregehalt auch unter ungünstigen Bedingungen immer im Glas moussiert, besitzen qualitativ hochwertige Sektgläser und Champagnergläser einen speziellen Moussierpunkt im Glas.
Beim Kullerpfirsich treibt das Moussieren durch den Auftrieb des austretenden Gases die Rotation der Frucht im Glas an.